# Parapalicus nanshaensis
Parapalicus nanshaensis is een krabbensoort uit de familie van de Palicidae. De wetenschappelijke naam van de soort is voor het eerst geldig gepubliceerd in 1991 door Dai & Xu.